# پاول سیسیانوف
پاول دیمیتریویچ سیسیانوف (به زبان روسی: Павел Дмитриевич Цицианов؛ به زبان گرجی: პავლე ციციშვილი؛ ۱۹ سپتامبر ۱۷۵۴، مسکو-۲۰ فوریه ۱۸۰۶) از فرماندهان نظامی گرجی‌تبار امپراتوری روسیه بود. وی در سرکوب انقلاب مردم لهستان در سال ۱۷۹۴ و جنگ‌های ایران و روسیه (۱۸۰۴–۱۸۱۳) شرکت داشت. در سال ۱۸۰۲ فرمانده نیروهای روسی در گرجستان و سربازرس کل نیروهای نظامی امپراطوری روسیه شد. اِشپُختُر (تغییر یافته واژه فرانسوی Inspecteur به معنی بازپرس) عنوانی است که ایرانیان بنا به این سمت به او داده بودند.

در زمان فرماندهی در گرجستان، سیاست سختگیرانه‌ای نسبت به مردم بومی گرجستان داشته است. این گفته او مشهور است که خطاب به گرجی‌ها می‌گفت "از شوق ریختن خون شما و آبیاری کردن خاکمان با خون نابکار شما بر خود می‌لرزم ".

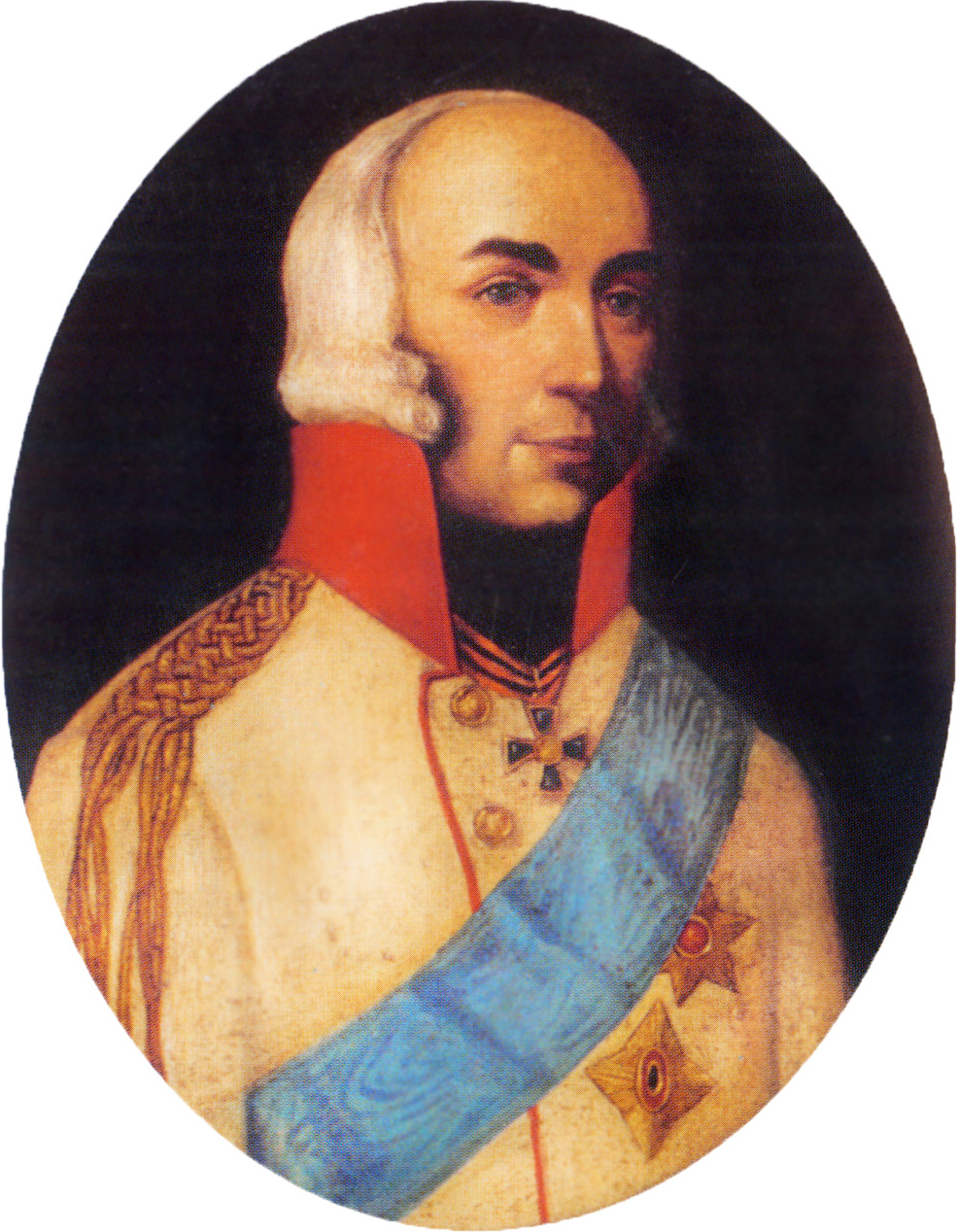
پاول سیسیانوف

این سردار در سال ۱۲۱۸ هجری قمری (۱۸۰۴ میلادی)، به شهر گنجه هجوم آورد و جوادخان ابن شاهوردی خان زیاد اوغلو را با بیشتر بزرگان و اهالی گنجه قتل‌عام نمود و نام شهر را به الیزابت‌پول تغییر داد. سپس در نزدیک اوچ کلیسا سپاه عباس میرزا ولیعهد را فراری داد و قلعه ایروان را محاصره کرد، اما قادر به گشودن آن نشد و به سمت گرجستان عقب‌نشینی کرد. در گرجستان، به اشاره اسکندرمیرزا پسر اراکلی خان که طرفدار ایران بود، لزگی‌ها و اوستی‌ها و قبارها بر ضد سیسیانوف شورش کردند که همگی در جنگ با او ناموفق بودند. در این سال (۱۸۰۵)، سعی او در اشغال رشت و باکو ناموفق بود، اما ابراهیم خلیل خان جوانشیر قراباغی با امضای پیمان کورک چای به تابعیت روسیه درآورد. سپس در قلعه شوشی به محاصره عباس میرزا درآمد، اما عباس میرزا نتوانست قلعه را بگیرد و و تنها توانست اهالی شوشی را از میدان جنگ بیرون آورد و به تبریز بفرستد. با رفتن عباس میرزا، سیسیانوف به شروان رفت و در ظاهر مصطفی خان شروانی به اطاعت او درآمد.
در سال ۱۸۰۶ میلادی، هنگامی که برای گشودن درب قلعه باکو به آنجا رفته بود، کنار دیوار قلعه، هنگامی که خواستار تسلیم آنها بود، ابراهیم بیگ از بستگان حسین‌قلی‌خان، حاکم باکو (که تابع دولت ایران بود)، به سمت وی حمله کرده و او را به هلاکت رساند. سر وی به نزد فتحعلی شاه در تهران فرستاده شد.

## فرهنگ عامه
میرزا محمد اخباری مدعی بود که می‌تواند سر اشپختر (سیسیانوف) را چهل روزه به تهران حاضر سازد و به چله نشینی پرداخت و در روز چهلم سر اشپختر را به حضور فتحعلی شاه آوردند.
معمولاً برای کسی که مدعی کار صعب است گویند: "مگر سر اشپختر آورده‌ای؟"